# イーゴリ・ウルヤシュ
イーゴリ・ウルヤシュ（Igor Uryash, 1965年 - 2014年2月3日）はロシアのピアニスト。
サンクトペテルブルク音楽院でアナトール・ウゴルスキに学び、卒業後はタチアナ・クラフチェンコに師事する。1991年には「Saint Peters Trio」の一員としてヴィオッティ国際音楽コンクール第1位となる。ソリストとしてサンクトペテルブルク・フィルハーモニー交響楽団、マリインスキー劇場管弦楽団、モスクワ・フィルハーモニー管弦楽団、サンクトペテルブルク弦楽四重奏団、新日本フィルハーモニー交響楽団などと協演、日本では前橋汀子の伴奏者として知られた。
2014年2月3日、自宅近くで死亡しているのが発見された。